# Читатели газет в Неаполе
«Чита́тели газе́т в Неа́поле» — картина русского художника Ореста Кипренского (1782—1836), написанная в 1831 году. Принадлежит Государственной Третьяковской галерее (инв. 5100). Размер картины — 64,5 × 78,3 см. Употребляются также названия «Читатели газеты», «Читатели газет в Италии», «Читающие газету», «Путешественники, читающие Gazette de France» и другие. Картина представляет собой групповой портрет четырёх мужчин, один из которых читает газету, а остальные слушают. Национальность изображённых на картине персонажей по-разному трактовалась различными исследователями творчества Кипренского — их называли то русскими, то поляками.
Картина была создана Кипренским в 1831 году в Неаполе по заказу графа Дмитрия Шереметева. В 1832 году полотно экспонировалось в Риме, а в 1833 году оно было представлено на выставке Императорской Академии художеств в Санкт-Петербурге. В целом картина имела успех: президент Академии художеств Алексей Оленин писал Кипренскому, что его произведения, «и в особенности путешественники, восхищали зрителей, стечение коих было необыкновенно». Картина входила в коллекцию Дмитрия Шереметева, а затем — Фёдора Прянишникова. В 1867 году она была передана в собрание Румянцевского музея, а в 1925 году — в Третьяковскую галерею.
Искусствовед Дмитрий Сарабьянов отмечал «жанровый оттенок» группового портрета «Читатели газет в Неаполе» и считал существенным преимуществом то, что образы изображённых на картине людей «трактованы правдиво, без прикрас», а избранный Кипренским сюжет «не провоцирует той сентиментальной идеализации, которая так характерна для его поздних „итальянских жанров“». По мнению искусствоведа Евгении Петровой, полотно представляет собой нечто большее, чем просто групповой портрет, поскольку в нём «есть тема, решённая достаточно многогранно и сложно».

## История

### Предшествующие события и работа над картиной

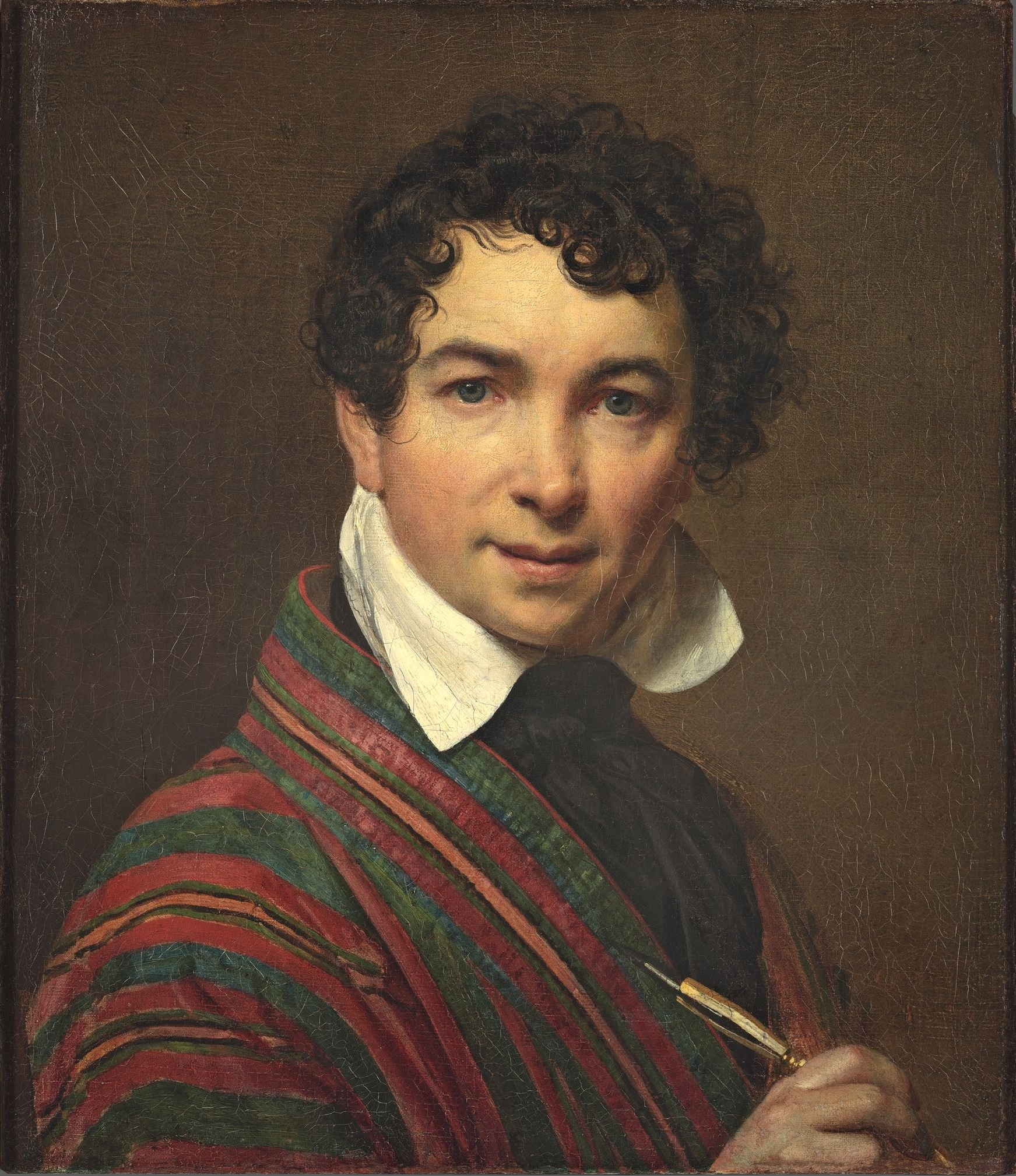
Орест Кипренский. Автопортрет (1828, ГТГ)

Орест Кипренский окончил Академию художеств в 1803 году. В 1805 году он получил большую золотую медаль за программу «Дмитрий Донской по одержании победы над Мамаем», которая давала ему право на трёхгодичную пенсионерскую поездку за границу. По неизвестной причине этим правом он не воспользовался и несколько лет работал в России — в Санкт-Петербурге, Москве и Твери. В мае 1816 года в качестве пенсионера императрицы Елизаветы Алексеевны Кипренский выехал за границу, где он сначала провёл три месяца в Женеве, а затем, в октябре того же года, прибыл в Рим. Первый итальянский период его творчества продлился до апреля 1822 года, когда он выехал из Рима в Париж, а затем, в августе 1823 года, вернулся в Россию.

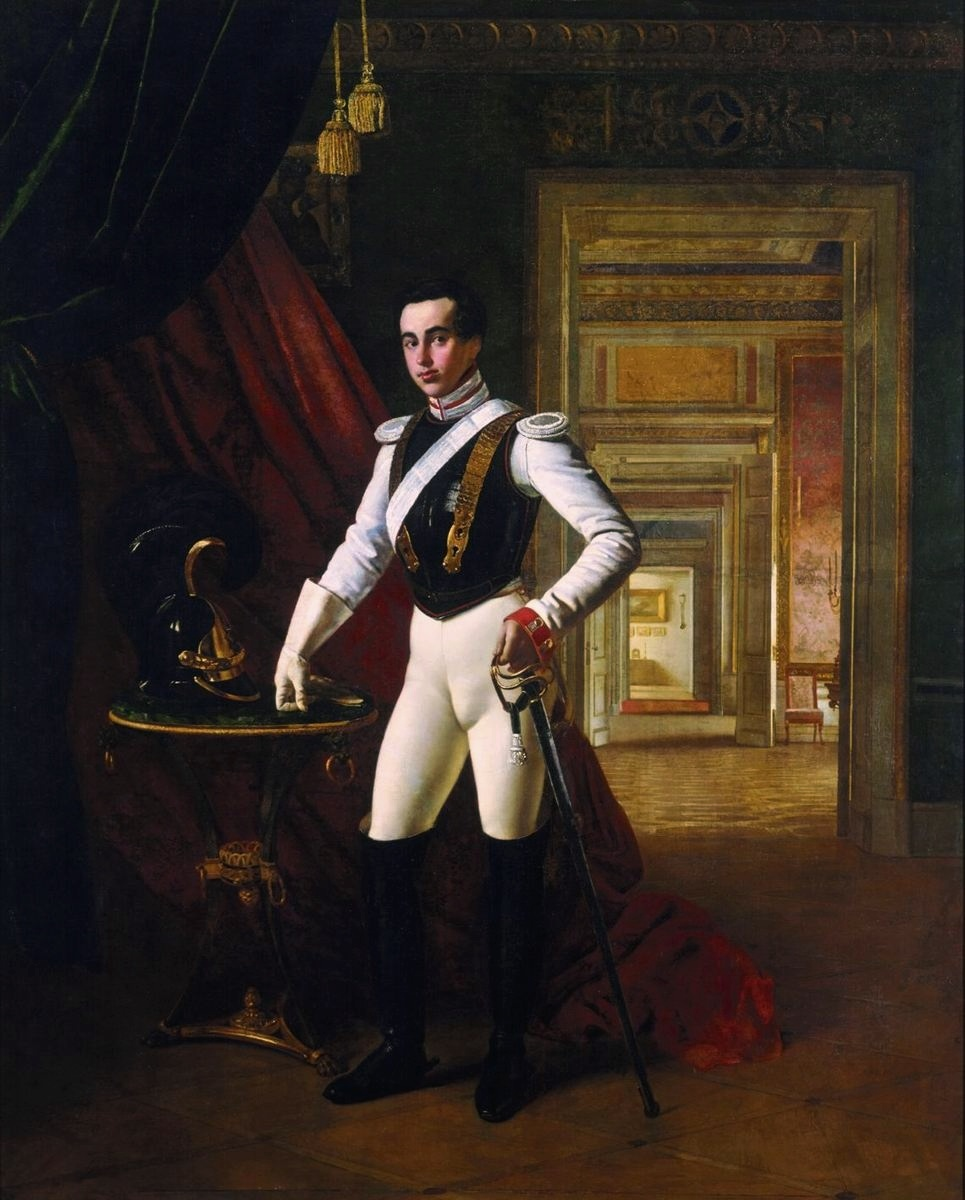
Орест Кипренский. Портрет графа Дмитрия Шереметева (1824, ГИМ)

В Санкт-Петербурге Кипренский снял квартиру на Английской набережной, однако значительную часть времени проводил в Фонтанном доме, принадлежавшем его заказчику и покровителю — молодому кавалергардскому офицеру графу Дмитрию Шереметеву. В частности, там художник работал над большим парадным портретом графа Шереметева, который был изображён в военной форме на фоне внушительной анфилады дворцовых помещений. Полотно было представлено на осенней академической выставке 1824 года, став «центром экспозиции зала Кипренского». По некоторым сведениям, там же, в Фонтанном доме, Кипренский в конце 1824 года работал над графическим портретом Адама Мицкевича, а летом 1827 года — над живописным портретом Александра Пушкина, который был заказан Антоном Дельвигом.
В июне 1828 года Кипренский опять уехал в Италию, в дороге его сопровождал крепостной художник графа Шереметева Матвей Постников. С этого времени начался второй итальянский период творчества Кипренского. Прибыв в Италию, сначала он провёл несколько месяцев в Риме. С марта 1829 года по апрель 1832 года Кипренский жил и работал в Неаполе, где поселился в одном доме с пейзажистом Сильвестром Щедриным. Там же, в Неаполе, в 1831 году и была создана картина «Читатели газет», которая была написана по заказу графа Дмитрия Шереметева.

### Выставки 1832 и 1833 годов
В 1832 году картина экспонировалась в Риме, в галерее на Пьяцца-дель-Пополо, где были выставлены 18 произведений Кипренского. Желая показать свои новые работы, включая «Читателей газет», в России, художник в письме к графу Василию Мусину-Пушкину-Брюсу от 13 (25) февраля 1833 года сообщал: «Имея случай послать в Петербург несколько картин, писанных мною в Неаполе, прошу всепокорнейше как президента Общества покровителей художеств позволить приказать выставить оные работы в зале экспозиции, когда оные будут туда представлены; ибо мне весьма лестно себя напомнить почтеннейшей российской публике, благоволившей всегда к слабым моим произведениям». Картины были посланы в Россию — по некоторым сведениям, «Читатели газет» прибыли туда под названием «Четыре читающих художника».

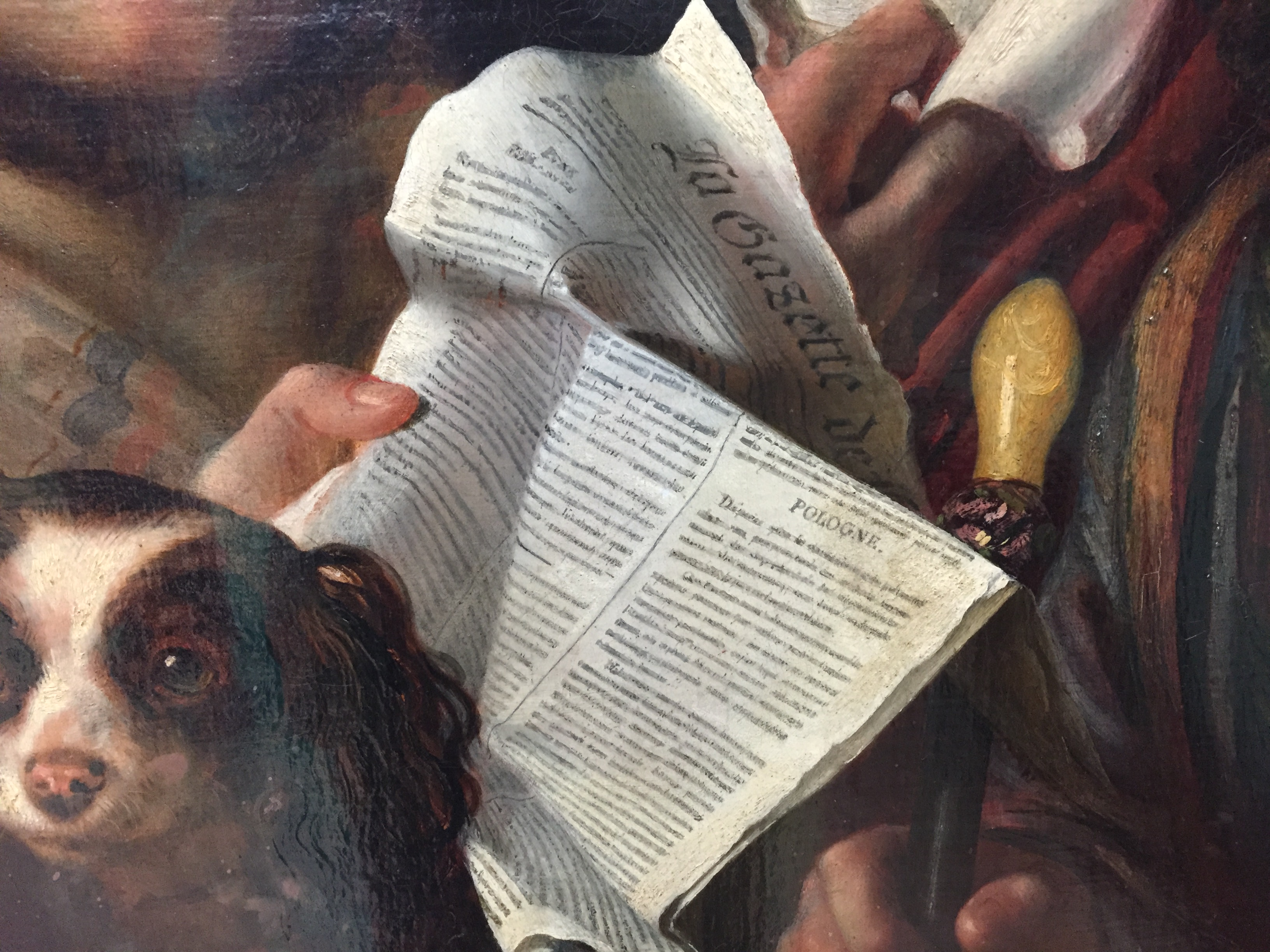
Газета со статьёй о Польше (деталь картины)

В 1833 году полотно, под названием «Четыре портрета, поясные фигуры, одна читающая газету, а другие слушающие», было представлено на выставке Императорской Академии художеств. Всего на выставке экспонировались шесть произведений Кипренского, среди которых, помимо «Читателей газет», были картины «Ворожея со свечой», «Мальчик-лаццарони», «Итальянка с плодами» и «Вид Везувия с моря». Петербургская экспозиция вызвала большой интерес, и в печати появился ряд статей, в которых обсуждались представленные на выставке картины, в том числе и произведения Кипренского. В статьях ряда анонимных авторов, а также таких критиков, как Александр Воейков и Михаил Лобанов, среди прочих картин обсуждалось полотно «Читатели газет в Неаполе», которое в их отзывах фигурировало под названиями «Русские читают газету», «Политические чтения в 1831 году», «Русские молодые художники, читающие газету», «Путешественники, читающие Gazette de France» и другими. В целом картина Кипренского имела успех и даже, по некоторым сведениям, понравилась императору Николаю I.
В частности, литератор Михаил Лобанов так описывал впечатление, произведённое на него картиной «Читатели газет» во время посещения выставки: «Я стою не перед портретами, которых множество и очень хороших я видел, но перед живыми лицами, перед живыми людьми. <…> Если, наконец, несмотря на силу оптического обмана, надобно сказать, что это портреты, так точно: это портреты, но такие, каких ныне никто не пишет, кроме г. Кипренского. Тут нечего желать, — все желания предупреждены, — остаётся только удивляться». В ноябре 1833 года тогдашний президент Академии художеств Алексей Оленин писал Кипренскому, что его картины, включая «путешественников, читающих Gazette de France», украшали академическую выставку. По словам Оленина, «несмотря на то, что выставка была блестяща, многочисленна и изобиловала многими произведениями русских и иностранных художников, картины ваши [Кипренского], и в особенности путешественники, восхищали зрителей, стечение коих было необыкновенно».

### Последующие события
Весной 1832 года Кипренский переехал из Неаполя в Рим. Вознаграждение за посланные графу Дмитрию Шереметеву картины «Читатели газет в Неаполе» и «Ворожея со свечой» (1830, ныне в ГРМ) было послано художнику с задержкой, лишь в 1836 году; общая сумма составляла 5490 рублей (по другим сведениям, 5940 или 6000 рублей). В письме к управляющему имениями графа Шереметева Александру Куницыну, датированном январём 1835 года, Кипренский писал: «Прошу Вас всепокорнейше растолковать графу Дмитрию Николаевичу… что де я, любя его по наклонности… более других, предпочёл его перед другими, посвятя лучшие произведения свои, кои многие из любителей изящного желали бы иметь в своих кабинетах… Работая шесть с лишним месяцев картину, изображающую Чтение французской газеты и Ворожею итальянскую при свече… [которые] хотя и принесли автору всеобщее рукоплескание публики и Самого Государя, но от этого не легче автору». Ожидая оплаты, Кипренский написал следующие стихи: «Уж времячко катится к лету, а у меня денег нету, хоть б за „Французскую газету“, мне б прислал Он монету» (под местоимением «Он» подразумевался граф Шереметев). Скопив достаточно денег, в июле 1836 года Кипренский осуществил свою давнюю мечту — женился на молодой итальянке Анне-Марии Фалькуччи, которую он знал со времени своего первого пребывания в Италии (он звал её Мариуччей). Однако через три месяца, в октябре 1836 года, Кипренский умер от воспаления лёгких.

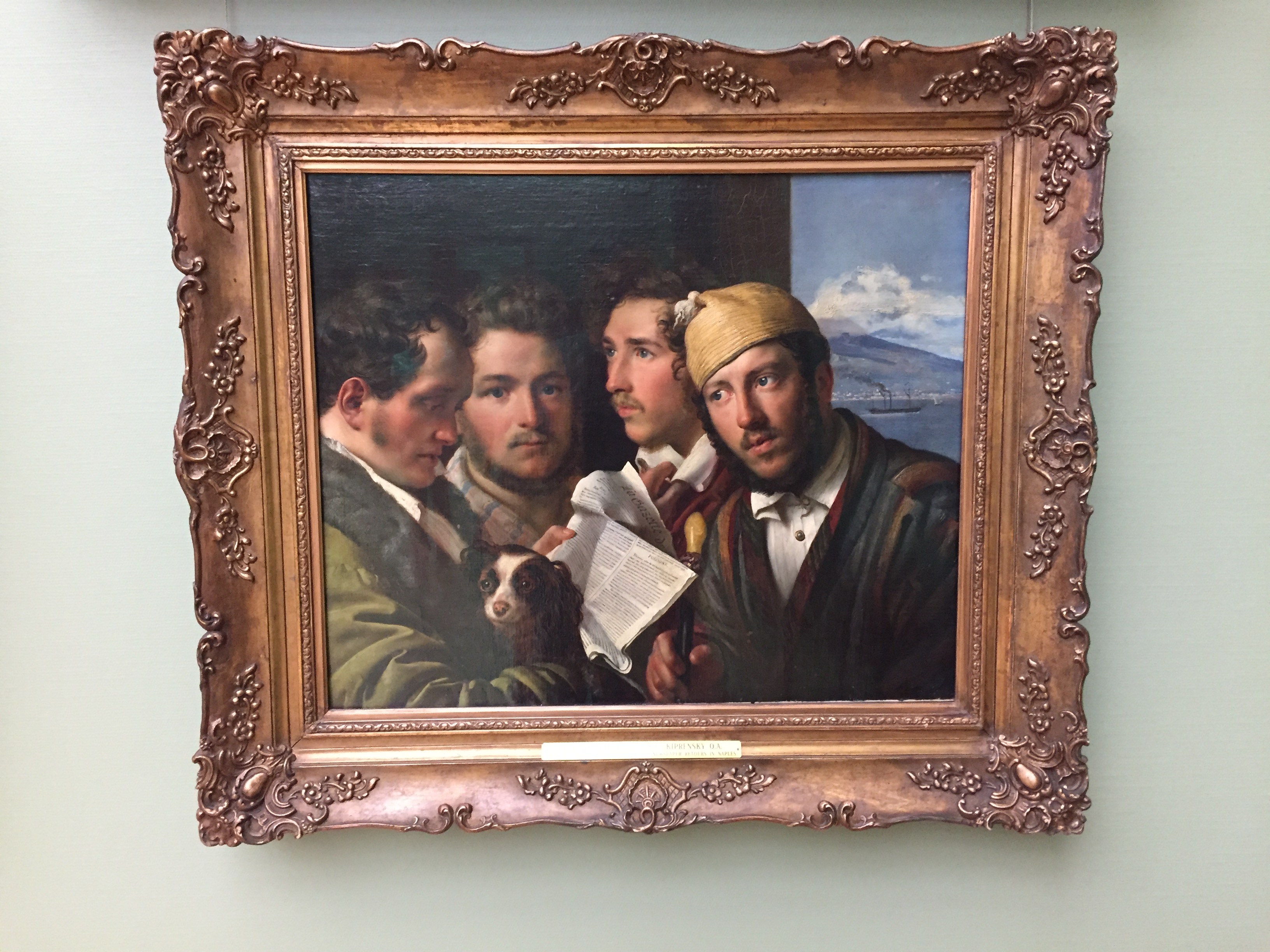
Картина «Читатели газет в Неаполе» в ГТГ

Полотно «Читатели газет в Неаполе» экспонировалось на выставке 1851 года в Санкт-Петербурге, где использовалось более короткое название — «Читающие газету». Представленные там экспонаты были описаны в «Указателе художественной выставки редких вещей, принадлежащих частным лицам». Картина была частью коллекции графа Дмитрия Шереметева, а затем — Фёдора Прянишникова, в собрании которого, кроме «Читателей газет», были и другие картины Кипренского — «Сивилла Тибуртинская» (1830, ныне в ГТГ), «Автопортрет» и «Пейзаж». Вскоре после смерти Прянишникова, последовавшей в 1867 году, в здании Общества поощрения художников в Санкт-Петербурге была организована выставка картин из его собрания, среди которых были и «Читатели газет». В том же 1867 году коллекция Прянишникова была выкуплена у его вдовы императором Александром II, который передал её в собрание Румянцевского музея.
В очерке Алексея Новицкого «Художественная галерея Московского публичного и Румянцевского музея», опубликованном в 1889 году, полотно фигурировало под названием «Читатели газет в Италии», а в описании говорилось: «Здесь представлены четыре портрета русских художников, в натуральную величину, по пояс. Один, в халате, подбитом мехом, держа в руках собачку, читает газету. Прочие трое, также в халатах, а один из них в ночном колпаке, слушают его со вниманием». В изданном в 1908 году каталоге картинной галереи Московского публичного и Румянцевского музеев полотно также называлось «Читатели газет в Италии», но версия о «русских художниках» уже не упоминалась. В 1925 году, после расформирования Румянцевского музея, значительная часть коллекции Прянишникова (95 картин, включая «Читателей газет в Неаполе») была передана в Государственную Третьяковскую галерею.
Впоследствии картина «Читатели газет в Неаполе» экспонировалась на ряде выставок, в том числе на персональных выставках Кипренского, состоявшихся в 1936 году в Государственном Русском музее в Ленинграде и в 1938 году в Государственной Третьяковской галерее в Москве, а также на юбилейной, посвящённой 200-летию со дня рождения художника выставке, проходившей в 1982—1983 годах в Ленинграде, Москве и Киеве. В 1999 году полотно экспонировалось на организованной в Касселе выставке «Рождение времени. История образов и понятий», а в 2004—2005 годах — на выставке «Россия — Италия. Сквозь века. От Джотто до Малевича», проходившей в Риме и Москве (московская часть выставки проходила в Государственном музее изобразительных искусств имени А. С. Пушкина). В 2011—2012 годах картина принимала участие в выставке «„О dolce Napoli“. Неаполь глазами русских и итальянских художников первой половины XIX века», состоявшейся в Инженерном корпусе Третьяковской галереи, а затем показанной в Ярославском художественном музее и Омском областном музее изобразительных искусств имени М. А. Врубеля. Полотно Кипренского также было одним из экспонатов выставки «Мечты о свободе. Романтизм в России и Германии», проходившей с апреля по август 2021 года в Новой Третьяковке на Крымском Валу, а затем, с октября 2021 года по февраль 2022 года, — в дрезденском Альбертинуме.

## Описание

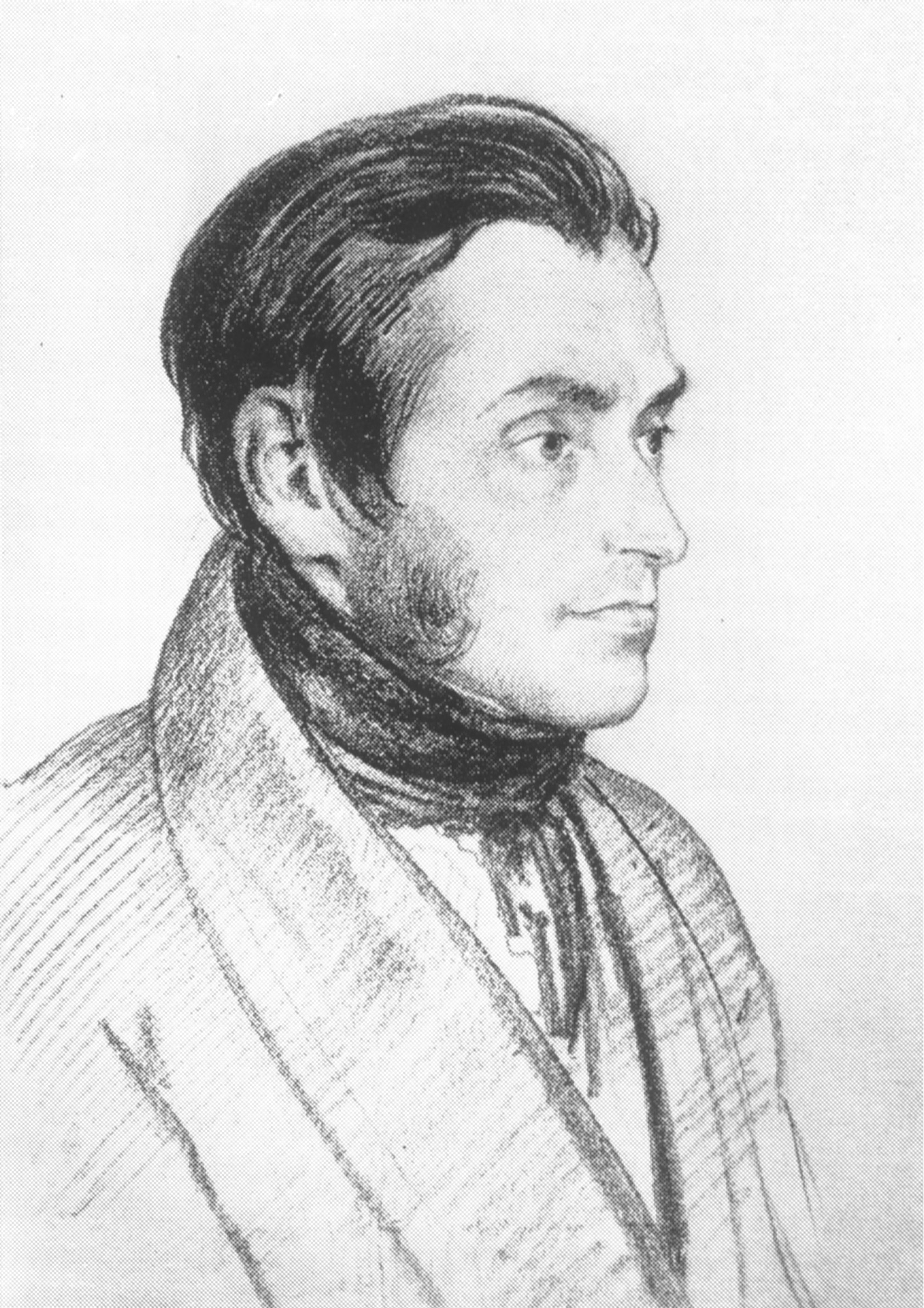
Орест Кипренский. Портрет неизвестного (1824, ГТГ); возможно, на этом портрете изображён Адам Мицкевич

Картина представляет собой групповой портрет четырёх мужчин, один из которых читает газету, а остальные слушают. Сам Кипренский разъяснял в письме к графу Василию Мусину-Пушкину-Брюсу от 13 (25) февраля 1833 года, что это полотно «…изображает политическое чтение в 1831-м году. Я сцену взял с натуры. Русские путешественники в Неаполе читают La Gazette de France[,] статью о Польше, как то усмотрите в картине. Картины сии трудов моих посылал графу Д. Н. Шереметеву из признательности». По словам Алексея Новицкого, художник настолько тщательно написал картину, что «можно даже прочесть некоторые места газеты». Хотя сам Кипренский назвал изображённых на картине «русскими», некоторые современники считали, что он сделал это, чтобы смягчить политическую подоплёку, связанную с польским восстанием 1830 года, которое было подавлено русской армией в 1831 году. Так, художник Андрей Иванов в письме к сыну — живописцу Александру Иванову — полагал, что на самом деле на картине изображено «несколько особ польской нации, читающих газету», считая их характеры «верными и свойственными [этой] нации».

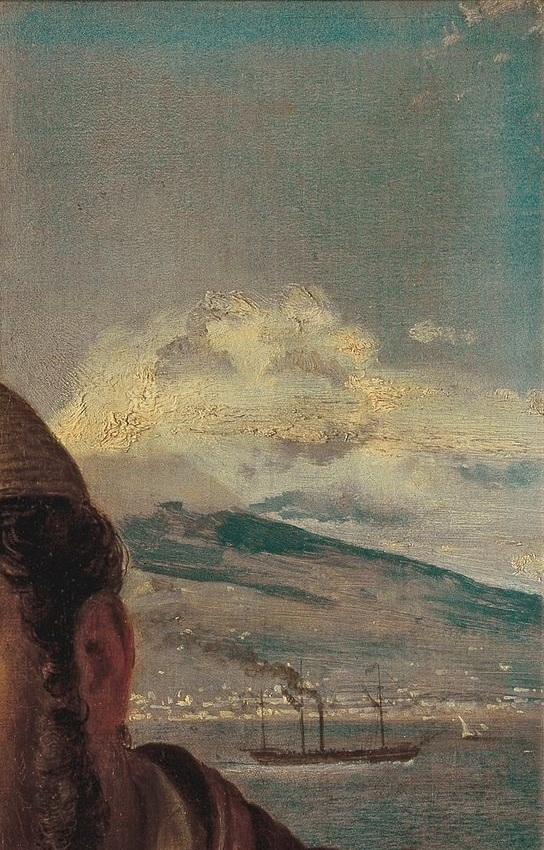
Пейзаж с Везувием (деталь картины)

И в последующих публикациях национальность изображённых на картине персонажей по-разному трактовалась различными исследователями творчества Кипренского — их называли то русскими, то поляками. С одной стороны, искусствовед Дмитрий Сарабьянов, следуя определению самого́ художника, видел в них «русских путешественников, читающих сообщение о событиях в Польше». В качестве одного из аргументов в пользу такой точки зрения указывалось также то, что картина предназначалась для графа Дмитрия Шереметева, который «участвовал в подавлении польского восстания и даже получил за это награду». С другой стороны, искусствовед Валерий Турчин полагал, что Кипренский своими словами о «русских путешественниках» создал сознательную мистификацию и «запутал вопрос о том, кто изображён в картине „Читатели газет“, ведь о поляках — героях картины — в России полагалось молчать».

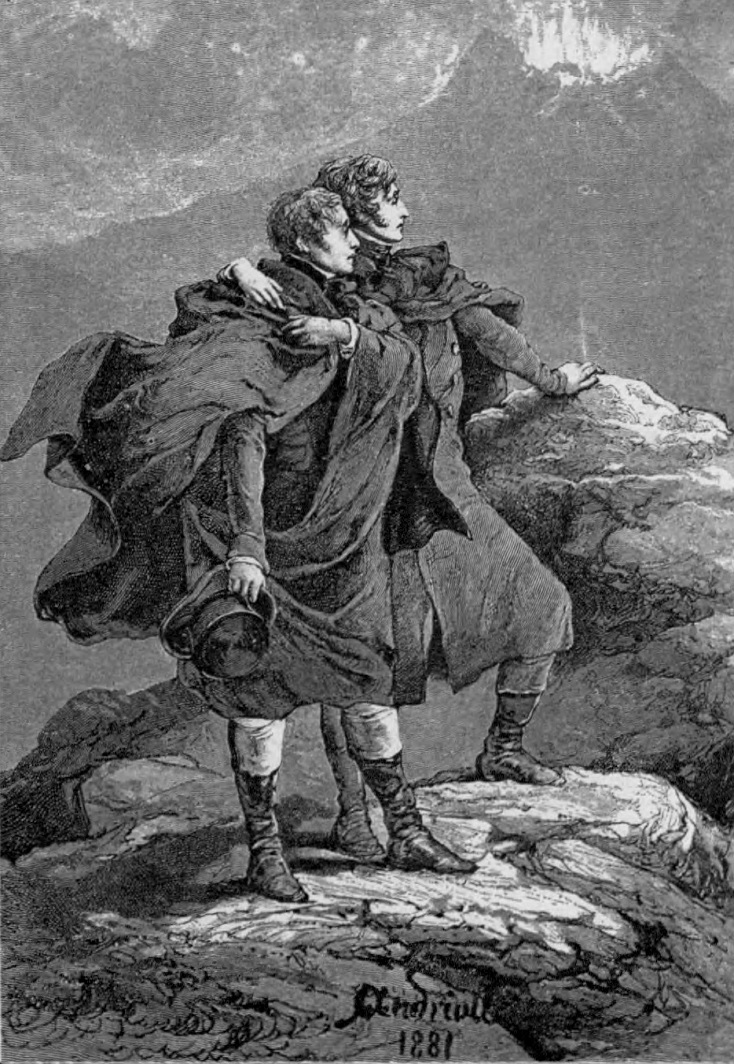
Михал Эльвиро Андриолли. Адам Мицкевич c Антонием Эдвардом Одынцом на Везувии (1881)

В изданной в 1905 году книге о Московской Румянцевской галерее, в собрании которой находилась в то время картина «Читатели газет в Неаполе», искусствовед Николай Романов высказал предположение, что на полотне изображены следующие представители польской колонии в Италии: слева направо — поэты Антоний Эдвард Одынец, Адам Мицкевич и Зыгмунт Красинский, а также граф Александр Потоцкий. Та же самая информация (с оговоркой «возможно предполагать, что…») была приведена в выпущенном в 1908 году каталоге картинной галереи. По другой версии, порядок изображённых на картине иной: Потоцкий, Мицкевич, Красинский и Одынец.
Известно, что Кипренский был знаком с Мицкевичем. Их первая встреча, по-видимому, произошла в Санкт-Петербурге в конце 1824 или начале 1825 года. К этому периоду относится карандашный портрет из альбома Кипренского, который долгое время считался «Портретом неизвестного» (1824, бумага, итальянский карандаш, 25,4 × 20 см, ГТГ, инв. 4445/16, лист 22). В 1980-х годах этот рисунок был атрибутирован искусствоведом Изольдой Кисляковой как «Портрет Адама Мицкевича», однако в современном каталоге Третьяковской галереи он всё ещё носит название «Портрет неизвестного». Кипренский и Мицкевич также встретились в Италии в 1829 году, за два года до создания «Читателей газет». Известно, что Мицкевич и Одынец были в Италии в 1830 году — в частности, они совершили совместное восхождение на Везувий, а также осмотрели руины Помпей. Мицкевич также побывал в Италии в 1831 году — по некоторым предположениям, он мог быть там вместе с Одынцом и Красинским, так что не исключено, что Кипренский в самом деле писал их «с натуры». В качестве дополнительного аргумента приводится тот факт, что в 1831 году Сергей Соболевский сообщал Степану Шевырёву из Рима об отъезде Мицкевича со своим «косым спутником». Известно, что у Одынца было косоглазие — если это он находится на картине слева, то, изобразив его боком, Кипренский таким образом удачно скрыл его физический недостаток.
По словам искусствоведа Веры Чайковской, четверо изображённых на картине мужчин «уже по своему виду мало напоминают русских путешественников»: они слишком раскованно держатся, их одежда напоминает домашние халаты, один держит на руках небольшую собачку, на голове другого «смешная соломенная шапчонка с кисточкой» (Михаил Лобанов называл её «ермолкой», а Алексей Новицкий — «ночным колпаком»). Читатели газеты стоят на фоне тёмной стены, в проёме которой (в правой части картины) на заднем плане виден дымящийся вулкан — Везувий, который рассматривался современниками Кипренского как символ революции. Эта деталь даёт представление об общественных симпатиях художника. В левом верхнем углу на стене находится авторская датировка — «1831 годъ».

## Отзывы и критика

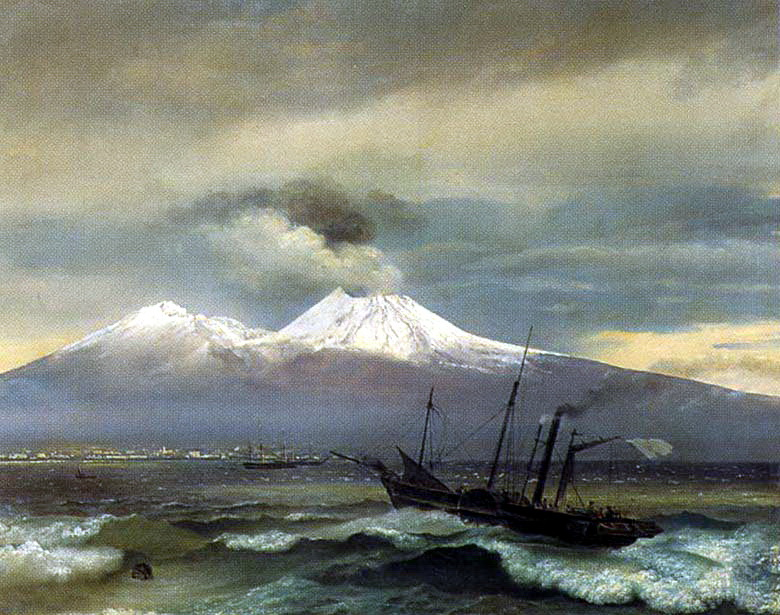
Орест Кипренский. Вид Везувия в зимнее время (1830, Петергоф)

Обсуждая творчество Кипренского 1830-х годов, искусствовед Валерий Турчин полагал, что в этот период художник продолжал пользоваться подготовительными этюдами. В частности, по словам Турчина, об этом свидетельствует анализ полотна «Читатели газет в Неаполе», который выявляет составленность композиции картины из отдельных этюдов, «вследствие плохой компоновки которых нет ни живописной, ни психологически мотивированной связи между изображёнными». Турчин также отмечал, что в качестве фона для группового портрета Кипренский, по всей видимости, использовал ранее написанный пейзаж с видом Везувия.
Искусствовед Дмитрий Сарабьянов отмечал «жанровый оттенок» группового портрета «Читатели газет в Неаполе», при этом признавая, что доминирующей в полотне Кипренского является портретная концепция, а «жанровое начало лишь намечено». По словам Сарабьянова, завязка, введённая художником, «как бы противодействует тому, чтобы каждый персонаж раскрылся в своём естественном внутреннем бытии», в результате чего в картине «остаются нереализованными ни возможности жанра, ни потенции портрета». С другой стороны, по мнению Сарабьянова, существенным преимуществом является то, что образы изображённых на картине людей «трактованы правдиво, без прикрас», а избранный художником сюжет «не провоцирует той сентиментальной идеализации, которая так характерна для его поздних „итальянских жанров“».

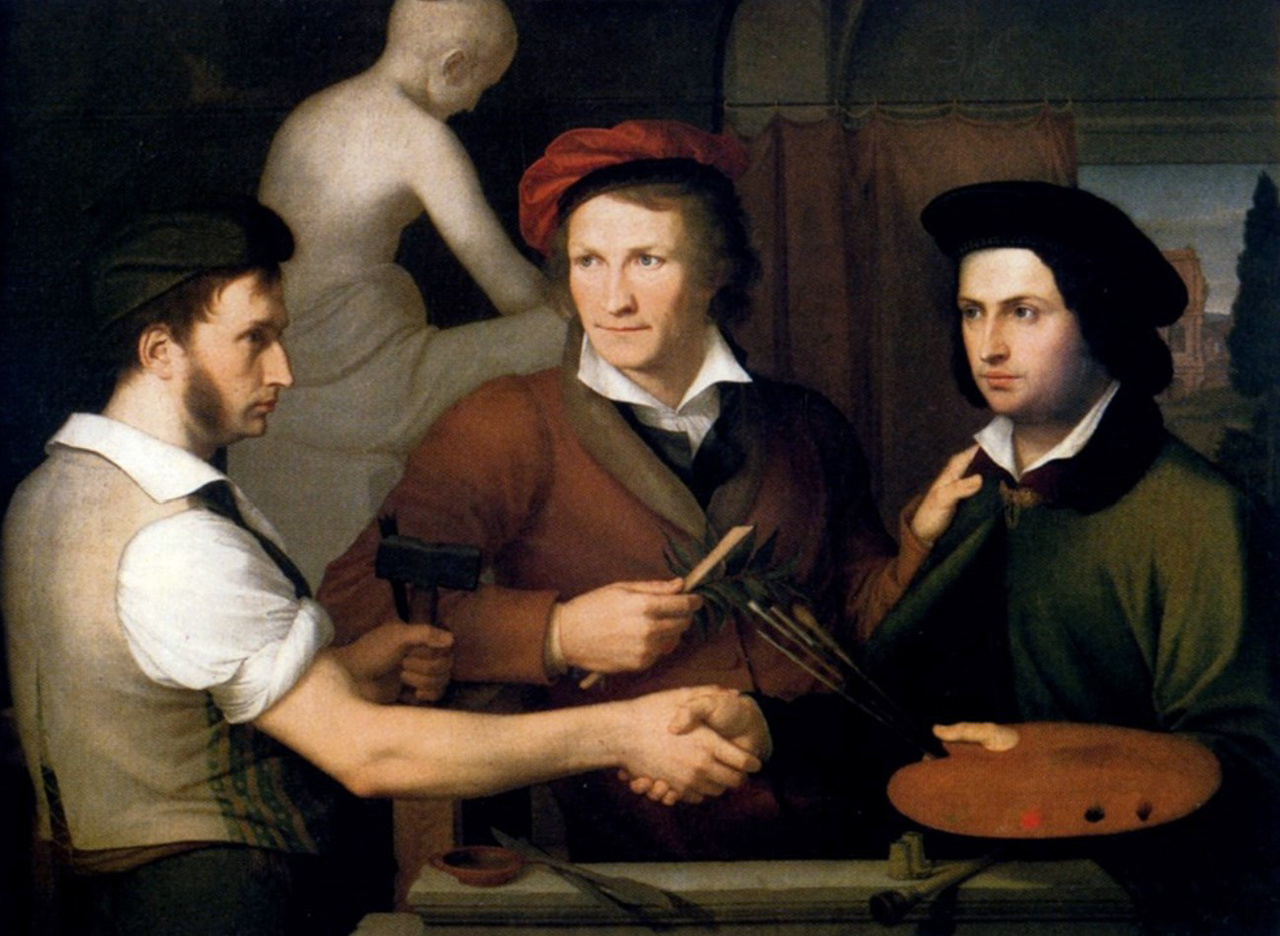
Фридрих Вильгельм фон Шадов. Автопортрет с Рудольфом Шадовым и Бертелем Торвальдсеном (между 1815 и 1818, Старая национальная галерея, Берлин)

В вышедшей в 1988 году монографии о творчестве Кипренского искусствовед Владислав Зименко писал, что полотно «Читатели газет в Неаполе» относится к периоду, когда Кипренский заинтересовался групповым портретом и его трактовкой «в духе развёрнутой жанровой картины». Зименко отмечал, что Кипренский «чрезвычайно умело, тактично „открыл“ в правой части полотна вид на море с курящимся Везувием вдали» (который в то время являлся символом общественных выступлений и революционной борьбы), при этом художник «сгрудил „читателей газет“ в небольшом, тесном пространстве». Зименко писал, что в этом произведении художнику удалось наполнить бытовую сцену историческим содержанием, в первую очередь за счёт «её сложной и удивительно естественной трактовки» и «глубокой психологической характеристики изображённых». По словам Зименко, эта «выразительно и легко, местами подлинно виртуозно, с блеском написанная картина» вызвала большой интерес у зрителей, посетивших академическую выставку 1833 года.
В статье о позднем творчестве Кипренского, опубликованной в 1993 году, искусствовед Евгения Петрова отмечала, что групповой портрет «Читатели газет в Неаполе» был написан художником «с поразительной тщательностью и, можно не сомневаться, сходством». По словам Петровой, сюжетная линия в этом произведении «обозначена ещё не явно, но она существует»; при этом, с одной стороны, «портретируемых объединяет напряжённое внимание, сосредоточенность», а с другой — они кажутся разъединёнными, «каждый будто ушёл в себя, обращён памятью, воображением к событиям», описываемым в газетной статье. По мнению Петровой, в русском искусстве до Кипренского подобный мотив не встречался, а среди западноевропейских полотен можно провести аналогию с написанной между 1815 и 1818 годами композицией немецкого живописца Фридриха Вильгельма фон Шадова «Автопортрет и портреты Рудольфа Шадова и Бертеля Торвальдсена», отметив, что по сравнению с ним произведение Кипренского выглядит «гораздо глубже, сложнее и значительнее». Петрова писала, что полотно «Читатели газет в Неаполе» представляет собой нечто большее, чем просто групповой портрет, поскольку в нём «есть тема, решённая достаточно многогранно и сложно».
Относя «Читателей газет в Неаполе» к самым интересным работам позднего Кипренского, искусствовед Магдалина Ракова писала, что эта картина «принадлежит к числу наиболее ранних русских групповых портретов, показывающих не членов одной семьи, а единомышленников, людей, объединённых общими интересами». Среди других произведений такого рода, появившихся в 1830-х годах, Ракова упоминала картины «Мастерская П. В. Басина» Капитона Зеленцова (1833, ГРМ), «Семь часов вечера» Евграфа Крендовского (1833—1835, ГРМ), «Интерьер дома на Волхонке» («Интерьер в квартире А. М. Филамовитского») Николая Подключникова (1835, Музей В. А. Тропинина), «В Качановке, имении Г. С. Тарновского» Василия Штернберга (1838, ГРМ) и другие. В то же время Ракова отмечала, что есть существенные отличия между указанными полотнами и картиной Кипренского. По её словам, в «Читателях газет» художника прежде всего интересует не интерьерно-бытовая составляющая, а психологическая взаимосвязь персонажей: «динамическое равновесие между сосредоточенным вниманием слушателей и тем внутренним волнением, которое испытывает каждый из них, мысленно устремляясь за пределы данного момента, — вот, в сущности, психологическая коллизия замысла».